# 冈瓦那兽目
冈瓦那兽目（学名：Gondwanatheria，亦可称为冈瓦纳兽目）是哺乳动物中一个已经灭绝的目，生活在上白垩世至中新世（而且可能更早，如果将Allostaffia划为该目的成员）的南半球，包括南极洲。该类群为人所知的仅有数颗分离的牙齿，几片下颌骨，两块不完整的头骨和一块完整的头骨。正是因为这种零碎的知识，其分类地位不甚清晰。

## 分类关系

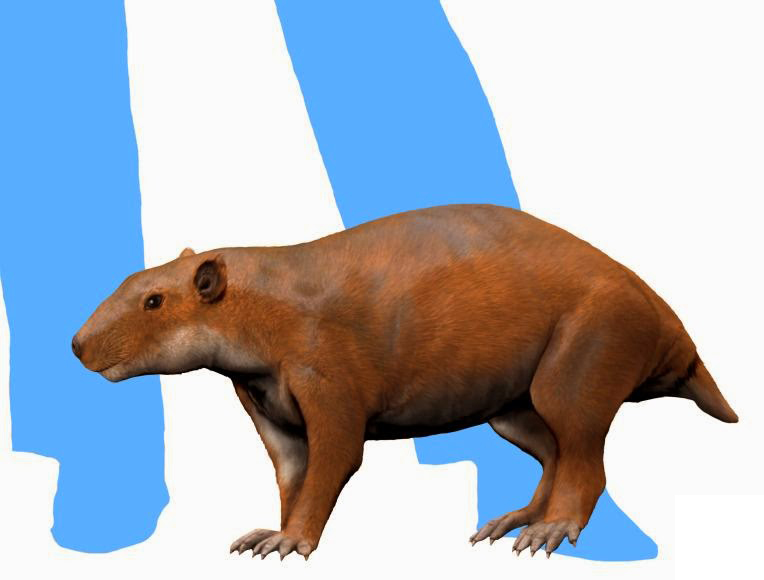
Vintana sertichi的复原图。除头部外的身体部分为想象。

该类群分类关系的不明确持续了几十年，其最开始被认为是早期的异关节总目动物，一种“无齿”的哺乳动物，接近现代的食蚁兽。随后的多个不同研究认为它们属于异兽亚纲，接近多瘤齿兽目，甚至可能真正属于多瘤齿兽目，比Cimolodonta亚目更接近于Plagiaulacida亚目。然而，一项最近的研究表明，它们与贼兽目有关，并将它们列入非哺乳动物的犬齿兽亚目。
冈瓦那兽目下有3个已知的科，其中Sudamericidae科由Scillato-Yané及Pascual于1984年命名，包含该类群的绝大多数部分。Ferugliotheriidae科由José Bonaparte于1986年命名, 包含Ferugliotherium一个属，而且可能包括诸如Trapalcotherium等其他类群。Groeberiidae科最开始被认为是Paucituberculate目的有袋类，之后因该科中Groeberia属经检验后被归入冈瓦那兽目，所以整个科也被归入冈瓦那兽目。

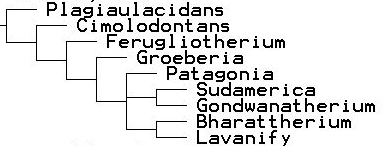
冈瓦那兽目的进化分枝图，根据Chimento et al. 2015。

另有化石在印度、马达加斯加、南极被发现。一个可能为Ferugliotherium属物种的化石在墨西哥的马斯特里赫特期地层中被发现，使得此类群的分布范围扩展到北美洲。
中新世（Colhuehuapian期）的属Patagonia是该类群已知年代最近的代表。

## 生物学
从头部骨骼化石得知，冈瓦那兽目动物普遍具有深长而强壮有力的口鼻部，这有利于它们营专一的植食性生活。Groeberia和Vintana两个属都具有奇特的轭骨凸缘，这与诸如地懒的异关节类相似；但这两个属的咀嚼方式与大多数异兽亚纲动物一样为后移式（由前向后），而这一点与几乎所有的兽亚纲动物都不同。大多数冈瓦那兽目动物是专一的牧食生物，它们是最早专一于食草的哺乳动物，远早于兽亚纲动物（Groeberiidae科与Ferugliotheriidae科除外，因为它们缺乏高冠齿，其植食性可能更广泛）。
于梅法拉诺组发现的具关节的样本，为研究者提供了有关这一类动物的非头部骨骼的深入信息。其中奇异而独特的特征包括：中间外侧扁平且前后弯曲的胫骨、具双滑车的距骨、发育完全的肱骨滑车，以及异常多的躯椎。这一新类群拥有19节与肋骨相连的脊椎（胸椎）和11节不与肋骨相连的脊椎（腰椎）。除了这些衍生特征之外，这种来自马达加斯加的哺乳动物还拥有镶嵌的胸带形态：其前乌喙骨缺失，乌喙骨高度发达（形成一个扩大的过程，占关节窝的一半），间锁骨小，而且胸锁关节似乎可活动。有A  ventrally facing  glenoid  and  the  well-developed  humeral  trochlea suggest  a  relatively  parasagittal  posture  for  the  forelimbs. Remarkable  features  of  the hind limb and pelvic girdle include a large obturator foramen similar in size to that of therians, a large parafibula, and the presence of an epipubic bone.

## 分类学
†岡瓦那獸目 Gondwanatheria McKenna 1971 [Gondwanatheroidea Krause & Bonaparte 1993]的分类如下：
- †格罗伯鼠科 Groeberiidae Patterson, 1952
  - †Groeberia minoprioi Ryan Patterson, 1952
  - †Groeberia pattersoni G. G. Simpson, 1970
  -  ?†Klohnia charrieri Flynn & Wyss 1999
  -  ?†Klohnia major Goin et all 2010
  -  ?†Epiklohnia verticalis Goin et all 2010
  -  ?†Praedens aberrans Goin et all 2010
- †費格奧獸科 Ferugliotheriidae Bonaparte 1986
  - †溫氏費格奧獸 Ferugliotherium windhauseni Bonaparte 1986a [Vucetichia Bonaparte 1990; Vucetichia gracilis Bonaparte 1990]
  - †Trapalcotherium matuastensis Rougier et al. 2008
- †南美獸科 Sudamericidae Scillato-Yané & Pascual 1984 [Gondwanatheridae Bonaparte 1986]
  - †Greniodon sylvanicum Goin et al. 2012
  - †Vintana sertichi Krause et al. 2014
  - †Dakshina jederi Wilson, Das Sarama & Anantharaman 2007
  - †Gondwanatherium patagonicum Bonaparte 1986
  - †Sudamerica ameghinoi Scillato-Yané & Pascual 1984
  - †Lavanify miolaka Krause et al. 1997
  - †Bharattherium bonapartei Prasad et al. 2007
  - †Patagonia peregrina Pascual & Carlini 1987
  - †TNM 02067

存疑属：
- ?†Allostaffia [3]